# Zbrodnie w Zawadce Morochowskiej
Zbrodnie w Zawadce Morochowskiej – zbrodnie dokonane 25 stycznia, 28 marca i 13 kwietnia 1946 we wsi Zawadka Morochowska przez oddziały ludowego Wojska Polskiego na ukraińskiej ludności cywilnej.

## Tło zbrodni
23 stycznia 1946 grupa operacyjna 36 komendy odcinka Olszanica w sile 80 żołnierzy pod dowództwem ppor. Henryka Garbowskiego prowadząc rozpoznanie rozbiła pododdziały UPA we wsi Morochow i Mokre. W Zawadce Morochowskiej natknęła się na większe siły przeciwnika (bazę). Zmuszona była wycofać się. Na polu walki pozostały dwa wozy taborowe i dwa moździerze 82 mm. próba odzyskania broni następnego dnia nie powiodła się. W toku walki część wsi spłonęła, a przeciwnik wycofał się.

## Zbrodnia 25 stycznia 1946
25 stycznia do Zawadki Morochowskiej wkroczył 120-osobowy oddział z 34 Budziszyńskiego Pułku Piechoty, paląc wieś i zabijając kilkudziesięciu mieszkańców, w tym kobiety i dzieci. Atakiem kierował dowódca 34 pp, ppłk Stanisław Pluto. Dokonano tego mimo faktu, że żaden mieszkaniec wsi nie był członkiem UPA. Żołnierze 3 batalionu 34 pp, schwytani później przez UPA zeznali, że winnym zbrodni był 2 batalion 34 pp 8 DP. Ich wyjaśnienia pojawiły się w opublikowanej przez OUN broszurze zatytułowanej Krwawym szlakiem stalinowskiej demokracji. Jedna z ofiar napaści, Kateryna Tomasz, przed śmiercią zdążyła powiedzieć przybyłym na miejsce partyzantom z UPA, że razem z żołnierzami widziała polskich chłopów ze wsi Niebieszczany.
Liczba ofiar pierwszej zbrodni w Zawadce Morochowskiej nie została jednoznacznie ustalona. Wskazana wyżej broszura wymienia z nazwiska 56 zabitych, równocześnie stwierdzając, że ofiar było ok. 70. Padają również liczby 64, 68 lub 78 zabitych. Zbrodnia dokonana została w okrutny sposób, ofiary przed śmiercią były okaleczane i torturowane. Większość ofiar pochowano w zbiorowej mogile na cmentarzu w Zawadce Morochowskiej, tylko nielicznych pochowano w rodzinnych grobach.

## Zbrodnie 28 marca i 13 kwietnia 1946
28 marca 1946 oddział 34 pp po raz drugi pojawił się w Zawadce Morochowskiej. Ludność ukraińska zaczęła uciekać; ci, którzy nie zdążyli, zostali zgrupowani w pobliżu budynku szkoły. Dowodzący oddziałem oznajmił, że wszyscy zebrani zostaną zabici za unikanie wyjazdu do ZSRR oraz za wspieranie UPA. Następnie żołnierze wyciągnęli z tłumu 11 mężczyzn i natychmiast ich rozstrzelali, po czym spalili kilka ocalałych po poprzednim ataku na wieś szałasów. Zamordowanych pochowano w zbiorowym grobie na cmentarzu we wsi.
Ostatni raz oddział Wojska Polskiego pojawił się w Zawadce Morochowskiej 13 kwietnia 1946 i zabił sześciu przypadkowych ukraińskich cywilów.

## Deportacja ludności
30 kwietnia 1946 wszyscy pozostali mieszkańcy wsi zostali zmuszeni do wyjazdu do ZSRR przez oddział LWP, który otoczył wieś i odprowadził wszystkich obecnych na stację kolejową Zagórz. Ich liczba szacowana jest na 73 osoby. Deportacji uniknęli jedynie ci mieszkańcy Zawadki, którzy w momencie pojawienia się wojska nie przebywali na terenie wsi.
29 kwietnia 1947 roku w ramach Akcji Wisła wywieziono ostatnich 15 mieszkańców wsi, co ostatecznie zakończyło istnienie Zawadki Morochowskiej, w której pozostał tylko cmentarz i cerkiew, którą rozebrano prawdopodobnie w latach pięćdziesiątych.

## Upamiętnienie zbrodni
Przez wiele lat o Zawadce i jej tragicznej historii nie ukazały się żadne publikacje. W 1986 na łamach „Kultury” wydawanej w Paryżu pojawił się list Jerzego Biłasa, ośmiomiesięcznego dziecka w momencie zbrodni, który stracił w niej prawie całą rodzinę. W 1998 w Gazecie Wyborczej ukazał się reportaż Prawo do cierpienia autorstwa Pawła Smoleńskiego, przedrukowany w jego książce Pochówek dla rezuna.
W październiku 1997 roku powstał komitet upamiętnienia zamordowanych mieszkańców wsi Zawadka Morochowska, zaś w 1998 pomnik, na którym umieszczono listę 73 znanych z nazwiska zabitych. Pomnik oraz uporządkowany cmentarz są miejscem uroczystości upamiętniających, w których biorą udział przedstawiciele władz lokalnych, ambasady Ukrainy w Polsce, Związku Ukraińców w Polsce oraz duchowni wyznań prawosławnego i greckokatolickiego.